# Medinilla astronioides
Medinilla astronioides är en tvåhjärtbladig växtart som beskrevs av José Jéronimo Triana. Medinilla astronioides ingår i släktet Medinilla och familjen Melastomataceae. Inga underarter finns listade i Catalogue of Life.